# Turniej o Brązowy Kask 2014
Turniej o Brązowy Kask 2014 – zawody żużlowe, organizowane przez Polski Związek Motorowy dla zawodników do 19. roku życia. W sezonie 2014 rozegrano dwa turnieje półfinałowe oraz finał, w którym zwyciężył Adrian Cyfer.

## Finał
- Lublin, 8 sierpnia 2014
- Sędzia: Wojciech Grodzki

| Msc. | Zawodnik               | Klub                  | Pkt   |             |  |
| ---- | ---------------------- | --------------------- | ----- | ----------- |  |
| 1    | Adrian Cyfer           | Stal Gorzów Wlkp.     | 15    | (3,3,3,3,3) |  |
| 2    | Krystian Pieszczek     | Wybrzeże Gdańsk       | 14    | (3,3,2,3,3) |  |
| 3    | Kacper Woryna          | ROW Rybnik            | 11 +3 | (2,2,2,3,2) |  |
| 4    | Paweł Przedpełski      | Unibax Toruń          | 11 +2 | (2,3,3,t,3) |  |
| 5    | Adrian Gała            | Start Gniezno         | 10    | (1,2,2,2,3) |  |
| 6    | Sebastian Niedźwiedź   | Kolejarz Rawicz       | 8     | (0,3,1,3,1) |  |
| 7    | Łukasz Kaczmarek       | Stal Gorzów Wlkp.     | 8     | (0,2,3,2,1) |  |
| 8    | Rafał Karczmarz        | Stal Gorzów Wlkp.     | 8     | (3,1,1,2,1) |  |
| 9    | Marcin Nowak           | GKM Grudziądz         | 8     | (1,1,2,2,2) |  |
| 10   | Hubert Łęgowik         | Włókniarz Częstochowa | 7     | (1,2,3,1,0) |  |
| 11   | Daniel Kaczmarek       | Unia Leszno           | 7     | (3,1,0,1,2) |  |
| 12   | Alex Zgardziński       | Falubaz Zielona Góra  | 4     | (t,0,1,1,2) |  |
| 13   | Bartosz Bietracki      | Polonia Bydgoszcz     | 3     | (2,0,1,0,0) |  |
| 14   | Krystian Rempała       | Marma Rzeszów         | 2     | (2,0,0,0,d) |  |
| 15   | Dominik Kossakowski    | Wybrzeże Gdańsk       | 2     | (0,1,0,1,0) |  |
| 16   | Arkadiusz Madej        | KMŻ Lublin            | 1     | (0,0,0,0,1) |  |
| 17   | rez. Mateusz Wieczorek | KSM Krosno            | 1     | (1,0)       |  |

Bieg po biegu:
1. D.Kaczmarek, Rempała, Wieczorek, Madej, Zgardziński (t)
2. Karczmarz, Woryna, Nowak, Ł.Kaczmarek
3. Pieszczek, Przedpełski, Gała, Niedźwiedź
4. Cyfer, Bietracki, Łęgowik, Kossakowski
5. Pieszczek, Woryna, D.Kaczmarek, Bietracki
6. Cyfer, Gała, Nowak, Zgardziński
7. Niedźwiedź, Ł.Kaczmarek, Kossakowski, Madej
8. Przedpełski, Łęgowik, Karczmarz, Rempała
9. Łęgowik, Nowak, Niedźwiedź, D.Kaczmarek
10. Przedpełski, Woryna, Zgardziński, Kossakowski
11. Cyfer, Pieszczek, Karczmarz, Madej
12. Ł.Kaczmarek, Gała, Bietracki, Rempała
13. Cyfer, Ł.Kaczmarek, D.Kaczmarek, Wieczorek, Przedpełski (t)
14. Niedźwiedź, Karczmarz, Zgardziński, Bietracki
15. Woryna, Gała, Łęgowik, Madej
16. Pieszczek, Nowak, Kossakowski, Rempała
17. Gała, D.Kaczmarek, Karczmarz, Kossakowski
18. Pieszczek, Zgardziński, Ł.Kaczmarek, Łęgowik
19. Przedpełski, Nowak, Madej, Bietracki
20. Cyfer, Woryna, Niedźwiedź, Rempała (d4)
21. Bieg dodatkowy o 3.miejsce: Woryna, Przedpełski